# Citește și arde
Citește și arde (denumire originală Burn After Reading) este un film lansat în 2008, scris și regizat de Joel și Ethan Coen, cunoscuți și ca Frații Coen, având în rolurile principale pe George Clooney, Frances McDormand, John Malkovich și Brad Pitt.

## Prezentare
Filmul prezintă povestea lui Osbourne Cox (John Malkovich), fost angajat al CIA care are proasta inspirație de a scrie o carte cu toate misiunile la care a participat. Singurul manuscris al cărții este inscripționat pe un CD pe care pun mâna Chad Feldheimer (Brad Pitt) și Linda Litzke (Frances McDormand), antrenori de fitness. Cei doi încearcă să vândă informațiile de pe CD, iar Osbourne Cox se luptă să-l recupereze.

## Actori
- George Clooney este Harry Pfarrer
- Frances McDormand este Linda Litzke
- John Malkovich este Osbourne Cox[6]
- Tilda Swinton este Katie Cox
- Brad Pitt este Chad Feldheimer
- Richard Jenkins este Ted Treffon
- J. K. Simmons este un superior CIA
- Elizabeth Marvel este Sandy Pfarrer
- David Rasche este Palmer
- Jeffrey DeMunn este Cosmetic surgeon
- Devin Rumer este Surveillance
- Olek Krupa este Krapotkin
- Dermot Mulroney este o vedetă de la Coming Up Daisy